# Mỹ Hạnh (xã)
Mỹ Hạnh là một xã thuộc tỉnh Tây Ninh, Việt Nam.

## Địa lý
Xã Mỹ Hạnh có vị trí địa lý:
- Phía đông giáp xã Vĩnh Lộc và xã Tân Vĩnh Lộc thuộc Thành phố Hồ Chí Minh.
- Phía tây giáp xã Hòa Khánh.
- Phía nam giáp xã Đức Hòa.
- Phía bắc giáp xã Đức Lập.

Xã Mỹ Hạnh có diện tích tự nhiên là 63,44 km², quy mô dân số năm 2025 là 56.793 người.

## Lịch sử

### Năm 1975
- Sau ngày 30 tháng 4 năm 1975, các xã Đức Hòa và Mỹ Hạnh thuộc huyện Đức Hòa, tỉnh Long An.

### Năm 1979
- Ngày 24 tháng 3 năm 1979, Hội đồng Chính phủ ban hành Quyết định số 142-CP về việc điều chỉnh địa giới một số xã và thị trấn thuộc tỉnh Long An[4]:

1. Chia xã Đức Hòa thành ba xã lấy tên là xã Đức Hòa Thượng, xã Đức Hòa Hạ và xã Đức Hòa Đông.
2. Chia xã Mỹ Hạnh thành hai xã lấy tên là xã Mỹ Hạnh Bắc và xã Mỹ Hạnh Nam.

### Năm 2025
- Ngày 12 tháng 6 năm 2025, Quốc hội khóa XV ban hành Nghị quyết số 202/2025/QH15 về việc sắp xếp đơn vị hành chính cấp tỉnh[5]. Theo đó, sắp xếp toàn bộ diện tích tự nhiên, quy mô dân số của tỉnh Long An và tỉnh Tây Ninh thành tỉnh mới có tên gọi là tỉnh Tây Ninh.
- Ngày 16 tháng 6 năm 2025, Ủy ban Thường vụ Quốc hội khóa XV ban hành Nghị quyết số 1682/NQ-UBTVQH15 về việc sắp xếp các đơn vị hành chính cấp xã của tỉnh Tây Ninh năm 2025[6]. Theo đó, sắp xếp toàn bộ diện tích tự nhiên, quy mô dân số của xã Đức Hòa Đông, xã Mỹ Hạnh Nam và phần còn lại của xã Đức Hòa Thượng [huyện Đức Hòa] sau khi sắp xếp theo quy định tại khoản 31 Điều này thành xã mới có tên gọi là xã Mỹ Hạnh.